# La Alberca
La Alberca est une commune de la province de Salamanque dans la communauté autonome de Castille-et-León en Espagne. La Alberca appartient à l'association Les Plus Beaux Villages d'Espagne.

## Toponymie
L'origine du nom de La Alberca provient du mot arabe "al berka", qui signifie lieu d'eaux.

## Géographie

### Communes limitrophes
|          | El Cabaco, Nava de Francia, San Martín del Castañar |                                           |
| Monsagro | La Alberca                                          | Mogarraz, Monforte de la Sierra, Madroñal |
|          | Ladrillar                                           | Herguijuela de la Sierra                  |

## Histoire
La Alberca fut le premier village rural d'Espagne à être classé monument historique national. Un parcours dans son centre historique révèle l'empreinte traditionnelle de ses rues et maisons, construites il y a plusieurs siècles.
La plaza Mayor, de forme carré et entourée d'arcades avec colonnes, demeure le centre de la vie sociale de la localité. L'édifice sacré le plus significatif est l'église paroissiale de la Asunción, construite au XVIIIe siècle, qui renferme une chaire en granit du XVIe siècle et une splendide croix de procession gothique en cuivre doré, ainsi qu'un représentation du Cristo del Sudor attribuée à Juan de Juni.

## Démographie
Évolution démographique depuis 1900
| 1900 | 1910 | 1920 | 1930 | 1940 | 1950 | 1960 | 1970 | 1981 | 1991 | 2000 | 2014 | 2017 | 2019 |
| ---- | ---- | ---- | ---- | ---- | ---- | ---- | ---- | ---- | ---- | ---- | ---- | ---- | ---- |
| 1713 | 1895 | 1840 | 1935 | 1927 | 1816 | 1905 | 1491 | 1416 | 1068 | 1123 | 1126 | 1128 | 1081 |

## Patrimoine

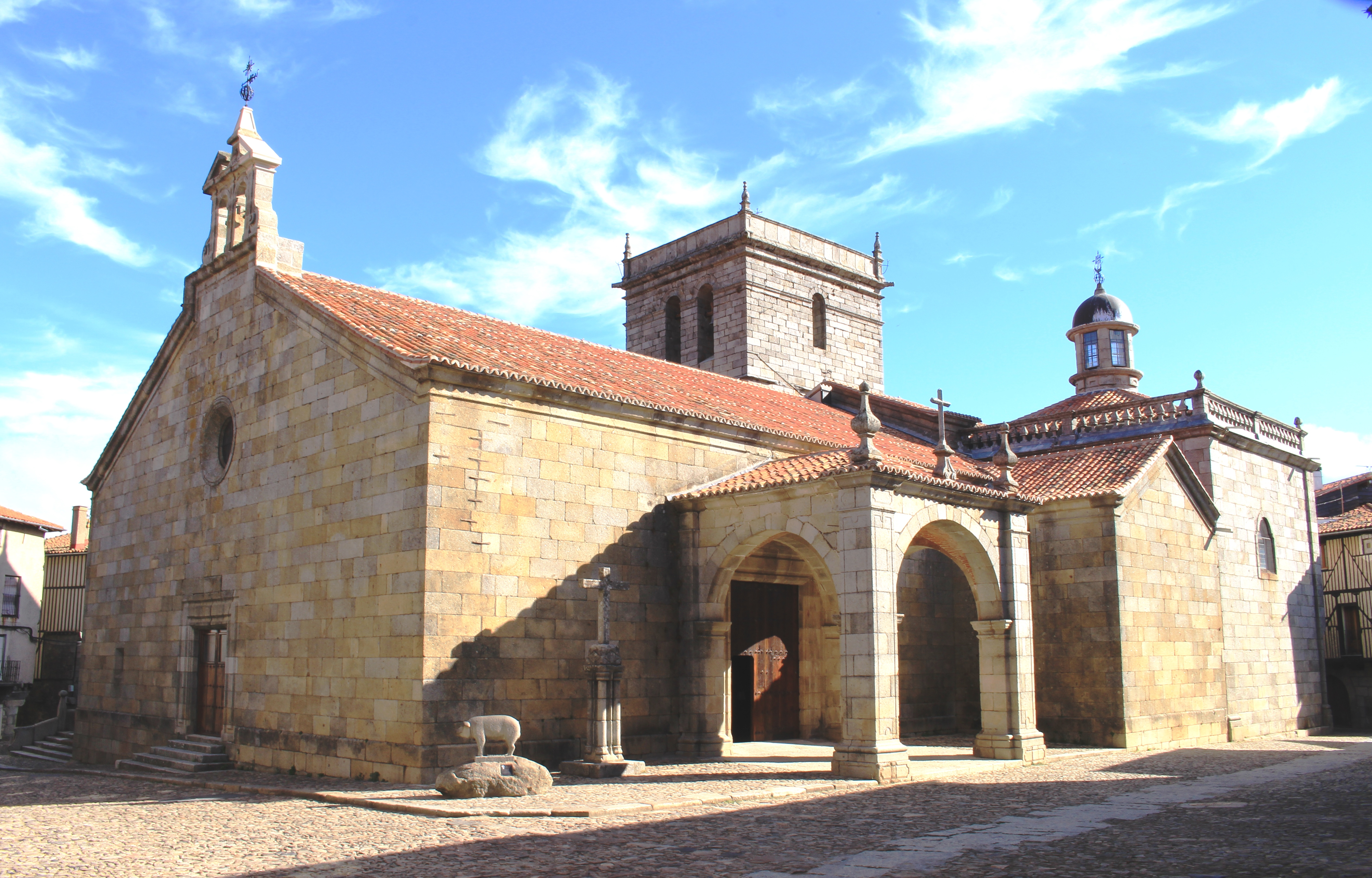
L'Église.

### Lieux et monuments
- L'église paroissiale du XVIIIe siècle qui possède une chaire en granit du XVIe siècle.
- La grande tour construite 212 ans avant l'église actuelle, financée par les premiers ducs d'Albe.
- La Ermita de Nuestra Señora de Majadas Viejas en sortie du village en direction de Mogarraz qui détient une vierge d'art roman du XIIe siècle.
- La Ermita de Saint Marc dont la construction date de 1703 et qui est actuellement en ruine.
- La Ermita del Cristo del Humilladero qui est située dans le village. Comme de coutume le Christ est sorti en procession dans les rues de La Alberca le Jeudi Saint de Semaine Sainte.
- La Ermita de Saint Blaise en direction de la vallée de Las Batuecas. Pendant des siècles elle était financée par les ducs d'Albe.
- La Ermita de Saint Antoine à l'entrée du village depuis Salamanque qui organise un cortège dans le village et une messe le jour de sa fête.

## Culture

### Fêtes patronales
Le 15 août : Assomption de Marie